# 1. List do Tesaloniczan
1 List do Tesaloniczan [1 Tes] – list apostoła Pawła zaadresowany do gminy w Tesalonice będący księgą Nowego Testamentu. List ten jest uważany za najstarszy dokument chrześcijański i pierwsze pismo Nowego Testamentu. Bibliści datują jego powstanie na lata 51-52 po Chr.
Paweł po kilkumiesięcznym pobycie w Tesalonice i założeniu tam Kościoła zmuszony został do opuszczenia miasta. Zatroskany o los młodej wspólnoty wysłał do niej z Aten swego ucznia Tymoteusza. Ten przyniósł Apostołowi wieści na temat rozwoju wiary Kościoła tesalonickiego i jednocześnie wyraźnego braku zrozumienia niektórych istotnych kwestii dotyczących wiary. Paweł napisał zatem List, w którym wyraża radość z wiary, nadziei i miłości Tesaloniczan, a jednocześnie tłumaczy trudny problem powrotu Chrystusa na ziemię oraz zachęca do wytrwałości wśród prześladowań. List przynosi pouczenia na temat losu zmarłych na końcu czasów, czasu i sposobu powtórnego przyjścia Jezusa oraz wynikające z tej wiedzy praktyczne wskazania. Rzuca również światło na wczesne stadium teologii świętego Pawła i życie jednej z najstarszych wspólnot chrześcijańskich.
W drugiej połowie XX wieku część badaczy podjęła próbę wykazania, że księga została przez nieznanego redaktora utworzona z dwóch pierwotnie odrębnych listów Apostoła. Wskazywano również, że fragmenty 1 Tes 2,13–16 i 5,1–11 mogą być późniejszego pochodzenia.

## Tesalonika

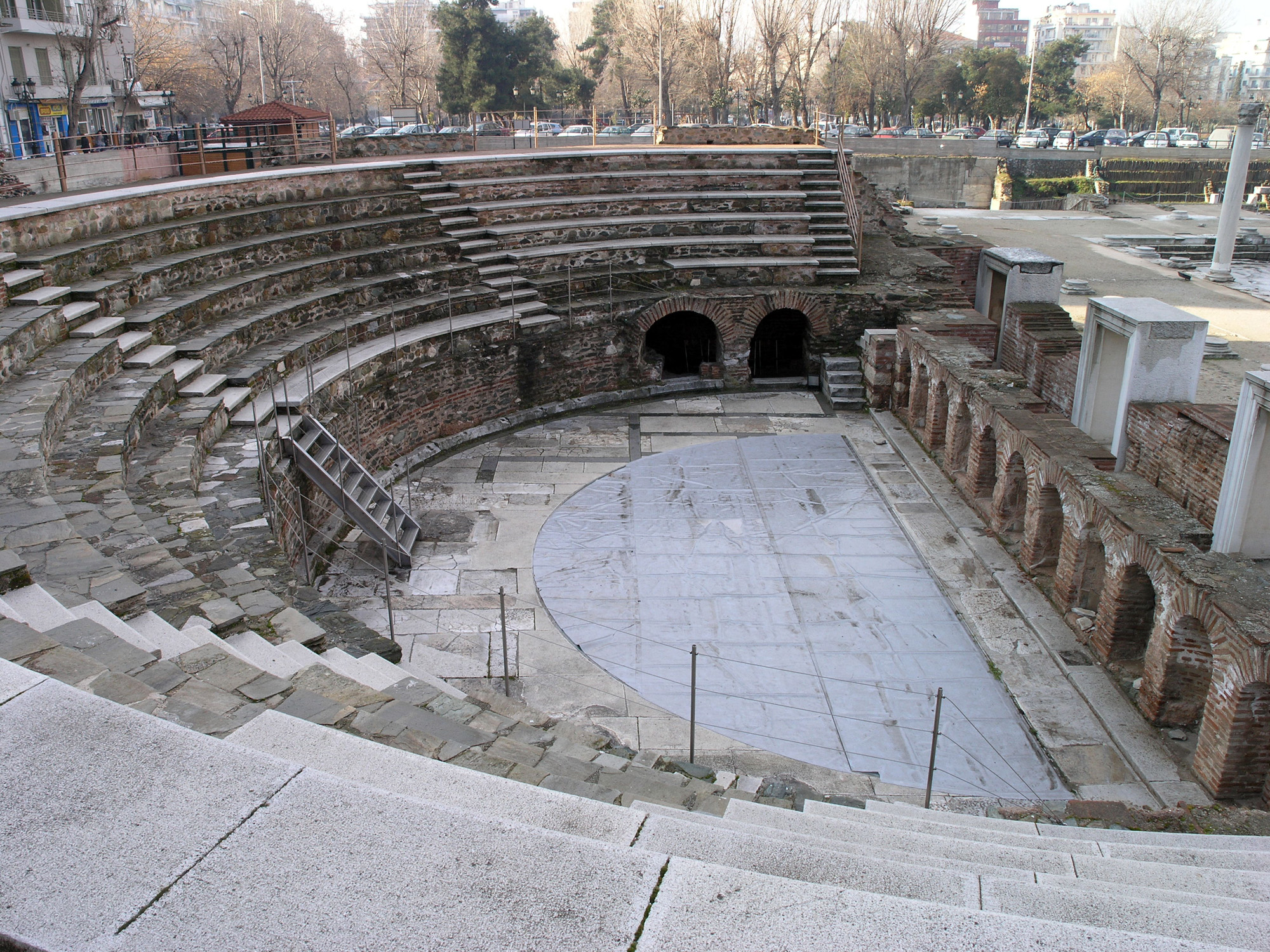
Fragment rzymskiego teatru obok forum w Tesalonice

Adresatami Listu są chrześcijanie z Tesaloniki, portowego miasta w Macedonii, leżącego nad Zatoką Termajską. Miasto założył w IV wieku przed Chr. generał Aleksandra Macedońskiego Kasander w miejscu starożytnych Term (Therme). Kasander nazwał miasto od imienia swej żony – przyrodniej siostry Aleksandra – Tesaloniką. Znaczenie miasta wzrosło, gdy po zwycięstwie pod Pydną (168 przed Chr.) Rzymianie przejęli kontrolę nad Grecją. W 146 roku przed Chr. Tesalonika stała się stolicą rzymskiej prowincji Macedonii. W bitwie pod Filippi w 42 roku przed Chr. miasto poparło Oktawiana, zyskując prawa wolnego miasta (liberae conditionis) i własny magistrat, składający się z 5-6 urzędników z tytułem politarchów. W czasach Pawła Tesalonika była prężnym ośrodkiem ekonomicznym, handlowym i politycznym, położonym nad zatoką, przy ważnym szlaku Via Egnatia – rzymskiej drodze przecinającej Bałkany. Handel przyciągał ludność różnych narodowości. Żydzi mieszkający w Tesalonice mieli własną synagogę. Na terenie miasta odkryto również ruiny świątyń egipskich i rzymskich. Dominował kult bóstw wschodnich (Kybele, Ozyrysa, Izydy, Anubisa), czczono również bóstwa grecko-rzymskie, (przede wszystkim Dionizosa, lecz również Atenę, Afrodytę, Dianę, Wenerę) oraz cesarzy.

## Paweł w Tesalonice

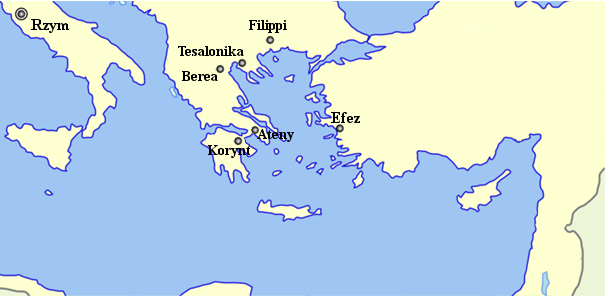
Miejscowości związane z 1. Listem do Tesaloniczan

Paweł przybył do Tesaloniki wraz z Sylasem w czasie II podróży misyjnej około 50 roku po Chr. Wypędzeni z położonego o około 160 km na wschód Filippi, przeszli przez Amfipolis i Apolonię, nie zatrzymując się w nich jednak, prawdopodobnie dlatego że w miastach tych nie było synagogi. W Tesalonice zatrzymali się w domu Jazona. Według relacji zawartej w Dziejach Apostolskich przez kolejne trzy szabaty Paweł nauczał w synagodze (Dz 17, 2). Ponieważ niektórzy Żydzi, a także wielu pobożnych Greków i znamienitych kobiet, przyłączyło się do misjonarzy, miejscowi Żydzi wywołali zamieszki, z powodu których Paweł i jego towarzysz zbiegli do Berei. Analiza listów świętego Pawła skłania badaczy do przyjęcia, że wzmianka o trzech szabatach uczyniona przez Łukasza w Dziejach Apostolskich dotyczy jedynie czasu nauczania w synagodze, a nie długości pobytu Apostoła w Tesalonice. Serdeczność wzajemnych relacji pomiędzy Pawłem a wspólnotą tesalonicką, wzmianka w 1 Tes 2,9 podkreślająca, że Apostoł pracował dzień i noc, aby dla nikogo nie być ciężarem, wreszcie uwaga zawarta w Liście do Filipian 4,16: bo do Tesaloniki nawet raz i drugi przysyłaliście na moje potrzeby – skłaniają biblistów do przyjęcia, że pobyt Pawła we wspólnocie tesalonickiej musiał potrwać przynajmniej 2–3 miesiące.
Dzieje Apostolskie przekazują, że wskutek działalności Pawła w Tesalonice powstała gmina chrześcijańska złożona z Żydów i wielu pobożnych Greków. Ci ostatni musieli w niej stanowić zdecydowaną większość skoro w 1 Liście do Tesaloniczan Paweł wspomina, że Tesaloniczanie nawrócili się od bożków do Boga prawdziwego (1 Tes 1, 9). Pod względem społecznym chrześcijanie tesaloniccy wywodzili się w większej części prawdopodobnie ze stanu średniego. W Liście Apostoł przestrzega bowiem adresatów przed oszukiwaniem innych przy wykonywaniu pracy zawodowej, daje pouczenia małżeńskie, zachęca do pracy własnymi rękami (1 Tes 4, 6. 11). Nauczając w Tesalonice, Paweł pozyskał również takich, którzy byli gotowi do wzięcia odpowiedzialności za Kościół, jako jego przywódcy, wzywa więc w Liście do posłuszeństwa wobec nich (1 Tes 5, 12). Mogli to być ci, którzy tak jak Jazon, byli w stanie udostępnić swoje domy, aby odbywały się w nich zgromadzenia wiernych.

## Okoliczności, czas i miejsce powstaniaListu
Z Tesaloniki Paweł udał się do Berei. Znalazł tam posłuch wśród miejscowych Żydów, którzy przyjęli naukę z całą gorliwością i codziennie badali pisma (Dz 17,11). Przeciwnicy Pawła z Tesaloniki dotarli jednak wkrótce w ślad za nim do Berei. Umykając pościgowi, Paweł udał się do Aten. Jego towarzysze, Sylas i Tymoteusz, którzy pozostali w Berei, mieli do niego dołączyć później. W Atenach musiały dojść Pawła jakieś wieści o prześladowaniach młodej wspólnoty tesalonickiej. Nie mogąc udać się do Tesaloniki ani posłać tam Sylasa, wysłał Tymoteusza, aby umocnił tamtejszych chrześcijan w wierze (1 Tes 2,17–3,6). Po niepowodzeniach w Atenach Paweł udał się do Koryntu, dokąd przybyli również Tymoteusz i Sylas. Tymoteusz przywiózł wiadomości o sytuacji Kościoła w Tesalonice – o prześladowaniach i świadectwie wiary Tesaloniczan, jak również o błędnych wyobrażeniach na temat drugiego przyjścia Pana, co stało się bezpośrednim impulsem do napisania przez Pawła 1 Listu do Tesaloniczan.
Obecnie niemal powszechnie przyjmuje się, że List powstał jako bezpośrednia reakcja Pawła na relację Tymoteusza:
1. Z treści 1 Tes wynika, że Paweł jest pod bezpośrednim wrażeniem wiadomości przyniesionych przez Tymoteusza.
2. Apostoł nawiązuje do swej niedawnej działalności w Tesalonice (1,5-9; 2,2.8.11), do serdecznego przyjęcia przez Tesaloniczan (1Tes 1, 9)[v]. Pisze, że jest od nich oddzielony na krótko (1 Tes 2, 17)[vi].
3. Wspólnota tesalonicka wydaje się być młoda, nie doświadczyła jeszcze kryzysu. Paweł i Tesaloniczanie żyją w atmosferze entuzjazmu zakładania podwalin nowego Kościoła[6].

Zwolennicy późniejszego datowania Listu wskazują na podobieństwo argumentów apologetycznych występujących w 1 Liście do Tesaloniczan oraz w Liście do Galatów i w 2 Liście do Koryntian i przenoszą datę powstania Listu na III podróż misyjną świętego Pawła.
Zakłada się, że Paweł napisał List z miejsca dłuższego pobytu. Po Tesalonice był nim Korynt. Dwie okoliczności pozwalają na, w miarę dokładne, ustalenie daty pobytu Apostoła w Koryncie:
- Z Dz 18, 2-3[vii] wynika, że w Koryncie Paweł spotkał Akwilę i Pryscyllę – małżeństwo skazane dekretem cesarza Klaudiusza na wygnanie z Rzymu. Dekret według wszelkiego prawdopodobieństwa został wydany w 50 roku.
- Dz 18, 12-17[viii] podają również, że w trakcie pobytu w Koryncie Paweł stanął przed prokonsulem Achai Gallionem. Z inskrypcji odnalezionej w Delfach wiadomo, że Gallio sprawował ten urząd pomiędzy czerwcem 51 a czerwcem 52 roku, względnie o rok później[6].

Zważywszy na długość pobytu Apostoła w Koryncie, oznacza to, że List powstał najprawdopodobniej na przełomie 50 i 51 roku lub według rzadziej spotykanej opinii z początkiem 52 roku.

## Układ Księgi
| 1,1       | Adres                              | Pozdrowienie. |
| 1,2–3,13  | Dziękczynienie                     | Dziękczynienie za chrześcijańskie życie (1,2–10). Obrona misji Apostoła w Tesalonice (2,1–12). Ponowne dziękczynienie za przyjęcie przez Tesaloniczan Ewangelii (2,13–16). Powody opóźnienia wizyty Pawła (2,17–3,5). Dziękczynienie za radość z powodu wiary Tesaloniczan (3,6–13). |
| 4,1–12    | Wezwania                           | Wezwanie do czystości (4,1–8) i dobroczynności (4,9–12). |
| 4,13–5,11 | Wyjaśnienia dotyczące końca czasów | Los zmarłych (4,13–18). Czas i sposób przyjścia Pana (5,1–11). |
| 5,12–22   | Napomnienia końcowe                | Wezwanie do zachowania porządku we wspólnocie (5,12–13). Zasady dotyczące życia chrześcijańskiego, kultu i modlitwy (5,14–22). |
| 5,23–28   | Konkluzja                          | Życzenia końcowe i pożegnanie. |

## Treść

### Pozdrowienie

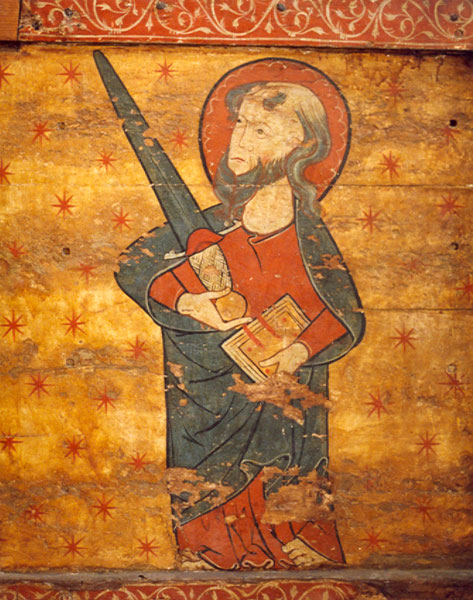
Święty Paweł, fragment ołtarza w sanktuarium Montgrony w Gombren, Katalonia

Paweł, Sylwan i Tymoteusz pozdrawiają Tesaloniczan.

### Dziękczynienie
Paweł dziękuje Bogu w modlitwie za wiarę, miłość i nadzieję Tesaloniczan, wśród których głosił z mocą Słowo Boże. Oni przyjąwszy je z radością, pośród ucisku, stali się wzorem dla wierzących w Achai i Macedonii, którzy teraz opowiadają o gościnności i nawróceniu Tesaloniczan.
Apostoł wspomina, że choć doznał zniewagi w Filippi, odważył się przecież głosić Ewangelię w Tesalonice, wśród wielkiego utrapienia. Głosił ją zaś, tak by się nie ludziom, ale Bogu się podobać, nie posługiwał się pochlebstwem ani nie kierował się chciwością. A chociaż mógł być ciężarem dla wiernych, sam pracował dniem i nocą na swoje utrzymanie, troszcząc się jak matka o swe dzieci o zdobytych dla Chrystusa Tesaloniczan.
Dlatego nieustannie dziękuje Bogu, że przyjęli Słowo Boże, stając się naśladowcami Kościołów w Judei, bo jak tamte od Żydów, Tesaloniczanie cierpią od rodaków sprzeciwiających się głoszeniu zbawienia. Na tych przyszedł jednak w końcu gniew Boży.
Paweł, rozłączony na krótko z Tesaloniczanami, zapewnia, że gorąco pragnął ich znowu ujrzeć, a gdy dwukrotnie przeszkodził mu w tym szatan, wysłał z Aten Tymoteusza, aby Tesaloniczan utwierdził i umocnił w wierze, a przy tym zbadał, czy ich nie zwiódł kusiciel.
Powróciwszy, Tymoteusz przyniósł wieści o wierze i miłości Tesaloniczan, a także o ich gorącym pragnieniu ujrzenia Apostoła. Ożywiony radością, Paweł składa ponownie dziękczynienie Bogu, prosząc Go o możliwość ujrzenia drogich mu Tesaloniczan, o pomnożenie ich wzajemnej miłości i utwierdzenie w nienagannej świętości.

### Wezwania
Następnie Paweł wzywa Tesaloniczan do doskonałości, do powstrzymania się od rozpusty i zachowania swego ciała w świętości, a nie jak to czynią poganie, w pożądliwej namiętności. Bóg jest mścicielem wykroczeń w tej sprawie, bo nie powołał ludzi do nieczystości, ale do świętości. Apostoł nie uważa za konieczne pisać Tesaloniczanom o miłości wzajemnej, pełnią ją bowiem wobec braci w całej Macedonii, zachęca ich tylko do spełniania swoich obowiązków i pracy własnymi rękami.

### Wyjaśnienia dotyczące końca czasów
Paweł nie chce, by Tesaloniczanie pozostawali w niewiedzy i smutku względem umarłych. Jeśli bowiem Chrystus zmartwychwstał, to i umarli wraz z Nim powstaną do nowego życia i bynajmniej nie wyprzedzą ich żywi pozostawieni na przyjście Pana. Sam Pan zstąpi z nieba na głos archanioła i dźwięk trąby. Wtedy zmarli powstaną pierwsi, a pozostawieni przy życiu (Paweł używa określenia: my, żywi i pozostawieni) wraz ze zmartwychwstałymi zostaną porwani w powietrze na obłoki naprzeciw Pana, by z nim przebywać na zawsze.
Dzień Pański przyjdzie jak złodziej w nocy, kiedy ludzie będą mówić: pokój i bezpieczeństwo. Tesaloniczanie nie są przecież synami nocy, aby dzień ten miał ich zaskoczyć. Są synami światłości, dlatego Apostoł wzywa ich, by czuwali i byli trzeźwi, przyodziani w pancerz wiary, bo nie przeznaczył ich Bóg na gniew, ale na osiągnięcie zbawienia.

### Napomnienia
Paweł prosi Tesaloniczan, aby uznawali tych, którzy im przewodzą i napominają, otaczając ich miłością. Zachęca, by otaczali troską słabych i małodusznych, dla wszystkich byli cierpliwi, zawsze usiłowali czynić dobro; zawsze się radowali, nieustannie się modlili, w każdym położeniu dziękowali, by nie gasili Ducha, nie lekceważyli proroctwa, lecz wszystko badali, a co dobre zachowywali.

### Życzenia końcowe
Na koniec modli się, aby Bóg pokoju ich uświęcił, by ich duch, dusza i ciało zachowały się nietknięte na przyjście Pana. Prosi o modlitwę za Apostołów i pozdrowienie wszystkich braci oraz o odczytanie im listu.

## TeologiaListu

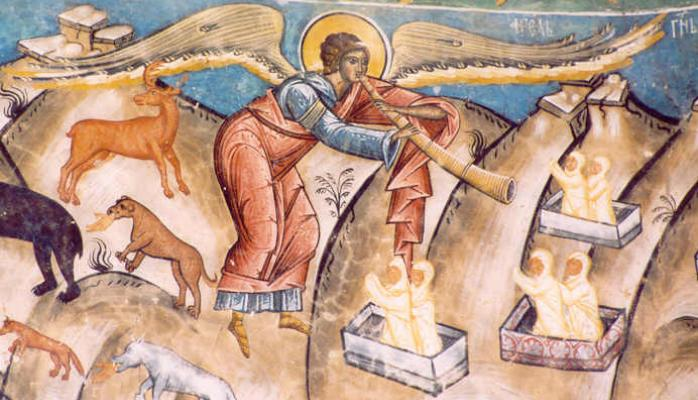
Anioł trąbiący na Sąd. Mănăstirea Voroneţ, Rumunia

Z relacji Tymoteusza Paweł dowiedział się, że nie wszystko czego nauczał zostało dobrze zrozumiane:
1. Chrześcijanie wywodzący się z pogaństwa cieszyli się, że powtórne przyjście Jezusa nastąpi szybko i zaniedbywali codzienne obowiązki oddając się oczekiwaniu (1 Tes 4, 11)[x].
2. Z niewłaściwą interpretacją zapowiedzi eschatologicznych łączyli niepokój o los umarłych (1 Tes 4, 13-16)[xi]. Istniało przekonanie, że zmarli będą pokrzywdzeni w stosunku do żyjących w dniu powtórnego przyjścia Pana.
3. Dla Żydów Chrystus – zapowiedziany Mesjasz przynosił obietnicę rychłego tryumfu i sprawiedliwej kary dla prześladowców[11].

Paweł nie zachęca do szukania sprawiedliwości lecz wzywa do świętości. Zapewnia Tesaloniczan, że nie mają powodu do obaw. Kiedy Chrystus powróci umarli zmartwychwstaną, a żywi zostaną wraz z nimi złączeni z Jezusem. Dzień ten jednak przyjdzie jak złodziej. Należy więc czuwać, pracując własnymi rękami i wypełniając naukę Jezusa. Wzywa do posłuszeństwa wobec zwierzchności apostolskiej i każdej zwierzchności Kościoła, do zachowania społecznego ładu i pokoju osiąganych przez praktykowanie miłości bratniej, odnoszenie się z cierpliwością do siebie, świadczenie dobra nawet niesprawiedliwym.

### Kościół
Paweł nazywa Kościół tesalonicki Kościołem Boga w Chrystusie Jezusie (1 Tes 2, 14), przez co odróżnia go od wspólnot żydowskich. Członkowie Kościoła zostali przez Boga umiłowani i wybrani odwiecznie (1 Tes 1, 4). Bóg wzywa ich do swego królestwa i chwały (1 Tes 2, 12). Poprzez więź z Jezusem, Synem Bożym, stali się dla siebie braćmi (1 Tes 1, 4; 2,1. 17; 4, 1. 11. 13; 5, 26). Naśladując Chrystusa stają się wzorem dla innych wspólnot chrześcijańskich (1 Tes 1, 7).

### Głoszenie Chrystusa
Paweł wskazuje, że godności apostoła człowiek nie nadaje sobie sam. To Bóg go wypróbował i powierzył mu głoszenie Ewangelii (1 Tes 2, 4), a obecnie potwierdza to wybranie znakami (1 Tes 1, 5). Dlatego Apostoł nie dba o względy ludzkie, lecz chce się podobać tylko Bogu (1 Tes 2, 4). Nie ustaje w napominaniu i pokrzepianiu uczniów, pociesza ich (paramytheomai) i zaklina (martyromai) by wytrwali w wierze (1 Tes 2,11-12). Oprócz utwierdzania w wierze (steridzo) ma zapobiegać odstępstwom (1 Tes 2, 2-3). Jego zadaniem jest też udoskonalanie wiary uczniów (1 Tes 3, 10) poprzez wyjaśnianie i uzupełnianie ich braków (hysterēma) w wierze.
Apostoł nie jest pochlebcą (1 Tes 2, 5), nie kieruje się chciwością (pleoneksia), ani pragnieniem ludzkiej chwały (doksa) i uznania (1 Tes 2, 6), jakkolwiek nie odrzuca satysfakcji płynącej z pracy (1 Tes 2, 19-20). Nie może być ciężarem dla wspólnoty – domagać się oznak szacunku czy czci, ani też żyć na koszt wspólnoty (1 Tes 2, 7), dlatego pracuje w trudzie i znoju dniem i nocą (1 Tes 2, 9). Apostoł nie zwodzi (1 Tes 2, 3), jego nauczanie nie pochodzi z błędnych przekonań (planē), nieczystych motywów (akathasia) czy podstępu (dolos). Jest łagodny (hēpios) (1 Tes 2, 7). Troszczy się o swe dzieci jak matka (lub niańka-karmicielka), do tego stopnia że oddałby za nie swą duszę (1 Tes 2, 8). Postępuje świątobliwie (oidōs), sprawiedliwie (dikeiōs) i nienagannie (amemptōs) (1 Tes 2, 10). Jest jak ojciec, który wychowuje swe dzieci (1 Tes 2, 11). Wydaje wierzącym nakazy w imieniu Jezusa (1 Tes 4, 12). Jest z nich dumny, są wieńcem jego chwały (1 Tes 2, 19). Odczuwa więź ze wspólnotą, odwołuje się do jej pamięci (1 Tes 1, 5). Z szacunkiem traktuje swych współpracowników.

### Życie chrześcijańskie
Chrześcijanie powinni postępować w sposób godny Boga (1 Tes 2, 12), tak by się Jemu podobać (1 Tes 2, 4). Apostoł przedstawia cały szereg obowiązków, o których pisze, że są wolą Bożą względem Tesaloniczan (1 Tes 5, 18). Wolą Boga jest przede wszystkim świętość – uświęcenie (hagiasmos) w Chrystusie (1 Tes 4, 3). Świętość przeciwstawia się nieczystości. Chrześcijanie jako członki Chrystusa powinni powstrzymać się od rozpusty (porneia) (1 Tes 4, 3) rozumianej jako wszelkiego rodzaju rozwiązłość seksualna. Powinni panować nad swoim ciałem (1 Tes 4, 4). Chrześcijanie są bowiem synami dnia, nie żyją w ciemnościach (1 Tes 5, 5), nie powinni spać (być biernymi) ale czuwać i być trzeźwymi (1 Tes 5, 5). Czeka ich ciężka walka, mają się więc uzbroić w pancerz wiary i hełm zbawienia (1 Tes 5, 8). Paweł wzywa do naśladowania Boga, siebie samego (1 Tes 1, 6) i Kościołów (1 Tes 2, 12), które polega na przyjęciu wiary pośród ucisku.
List przynosi też szereg wskazań szczegółowych. Paweł wzywa Tesaloniczan do życia w spokoju (hesychadzo), w wewnętrznej ciszy która pozwala działać Słowu Pana; zajmując się swoimi sprawami (1 Tes 4, 11). Zachęca do pracy własnymi rękami, by nie być ciężarem dla innych (1 Tes 4, 11). W ten sposób wspólnota zyskuje więcej powagi, a wierni nie zależą od nikogo (1 Tes 4, 12). Ci którzy przyjęli naukę Bożą są wezwani, aby się wzajemnie miłować (1 Tes 4, 9) i realizować to wezwanie w stosunku do innych (1 Tes 4, 10). Naturalną drogą chrześcijanina jest życie wśród doświadczeń: ucisków (thlipsis) i prześladowań (1 Tes 3, 3-4). Uciskowi towarzyszy radość pochodząca od Ducha Świętego (1 Tes 1, 6), której źródłem jest wiara w przyszłe przebywanie z Panem (1 Tes 4, 17). Dlatego Paweł zachęca do radości w każdej sytuacji (1 Tes 5, 16).

### Eschatologia
List sporo miejsca poświęca rozważaniom na temat Dnia Pańskiego albo przyjścia (parousia) Pana. Przyjściu Pana towarzyszyć będzie radość (1 Tes 2, 19), chwała i majestat; orszak świętych żywych i zmartwychwstałych porwanych na obłoki (1 Tes 4, 14-17), wreszcie sąd (1 Tes 3, 13). Pan zstąpi z nieba wraz z zastępem świętych (1 Tes 3, 13). Paruzji towarzyszyć będą trzy zjawiska: hasło (kaleusma), głos archanioła (fonē archangelou) i trąba Boża (salpigks). Kiedy one się pojawią zstąpi Pan. Wówczas umarli w Chrystusie (a więc nie wszyscy) zmartwychwstaną i wraz z żywymi zostaną porwani na obłoki (1 Tes 4, 16-17). Dzień ten nastąpi nagle, jak złodziej zaskoczy żywych – stąd płynie zachęta do nieustannego czuwania. Przyjdzie gwałtownie jak bóle na rodzącą i nikt mu się nie wymknie (1 Tes 5, 1-3).

## Kwestie dyskutowane

### Autentyczność
Od samego początku List był uważany za autentyczny. Wymienia go Kanon Muratoriego z końca II wieku, a także Ireneusz i Klemens Aleksandryjski. W XIX wieku kilku badaczy wątpiło w Pawłowe autorstwo Listu: jako pierwszy prawdopodobnie K. Schrader (1836), później m.in. F.C. Baur oraz G. Volkmar i F.C. Holsten ze szkoły tybińskiej. Dzisiaj jest ono uznawane niemal jednogłośnie.

### Jedność
O wiele gwałtowniejsze spory wzbudziła kwestia jedności Listu. W 1909 roku R. Scott podzielił go na 2 części obejmujące rozdziały: 1–3 i 4–5, w drugiej części dopatrywał się wpływu Tymoteusza i Sylasa. Poważniejsze zastrzeżenia zgłosiła grupa badaczy publikujących w drugiej połowie XX wieku: K.G. Eckart, W. Schmitals, H.M. Schemke, K.M. Fischer i R. Pesch. Twierdzili oni, że kanoniczny 1 List do Tesaloniczan jest kompilacją dwóch listów. Mieli jednak rozbieżne, dosyć znacznie różniące się, opinie na temat tego, które fragmenty pochodzą z którego hipotetycznego listu Apostoła.
K.G. Eckart w ogłoszonej w 1961 roku pracy utrzymywał, że:
- pierwszy list obejmował obecne 1 Tes 1,1–2,12.17 oraz 3,4.11–13 i został zawieziony do Tesaloniki przez Tymoteusza,
- natomiast drugi został napisany po jego wyjeździe i zawierał 1 Tes 3,6–10; 4,13–5,11 oraz 4,9–10a i 5,23–26.28

Cztery lata później (1965) W. Schmitals wysunął hipotezę, że Paweł napisał do Tesaloniczan w sumie 4 listy, przy czym obecny 1 List do Tesaloniczan, stanowił drugi i czwarty z tych listów:
- List 2. obejmował 1 Tes 1,1–2,12 oraz 4,3–5,28,
- List 4 natomiast 1 Tes 2,13–4,2[21].

Najobszerniejsze studium dowodzące, że 1 Tes jest kompilacją przedstawił w 1984 R. Pesch, według którego:
- List starszy (A) został napisany w Atenach i składał się z 1 Tes 2,13–16; 2,1–12; 2,17–3,5; 4,1–8 oraz 3,11–13,
- Natomiast drugi list (B) napisany w Koryncie składał się z 1 Tes 1,1–10; 3,6–10; 4,9–5,28[22].

Punktem wyjścia dla koncepcji 2 listów jest niezwykle długie jak na listy świętego Pawła dziękczynienie w pierwszej części 1 Listu do Tesaloniczan, które skłoniło część badaczy do dopatrywania się w nim dwóch dziękczynień: 1 Tes 1, 2-10 i 1 Tes 2, 13-14. Wychodząc od sformułowania: na koniec więc w wierszu 1 Tes 4, 1 dopatrzono się również w Liście dwóch zakończeń, pierwszego w wierszach 1 Tes 3,11–4,2 i drugiego na końcu Listu: 1 Tes 5, 23-28. R. Pesch widzi tych powtórzeń więcej uważa bowiem, że wspomnienia dotyczące pobytu Pawła w Tesalonice z wierszy 1,6–10 i 2,1–11 pochodzą z różnych okresów, podobnie jak fragmenty 2,17–20 i 3,6–10, przedstawiające kolejno pobyt Apostoła w Atenach i Koryncie, co powoduje, że zaproponowana przez niego rekonstrukcja obydwu listów komplikuje się jeszcze bardziej.
W 1965 roku poważne zastrzeżenia wobec teorii kompilacji zgłosił W.G. Kümmel. Obecnie stosunkowo niewielu naukowców spoza kręgu niemieckojęzycznego uznaje, że 1 Tes jest kompilacją. Badacze uznający jedność Listu wykazują, że w jego pierwszej części występuje jeszcze trzeci moment dziękczynienia w wierszach 1 Tes 3, 9-10, w rzeczywistości jednak jedynym prawdziwym dziękczynieniem jest to występujące na początku listu. Paweł istotnie do zawartych w nim myśli powraca w pierwszej osobistej części listu, ilekroć odczuwa potrzebę przekształcenia swej wypowiedzi w modlitwę. Uczeni ci wskazują również, że fragment 3,11–13 ma nie tyle charakter zakończenia, co łącznika, w którym Paweł kieruje do Boga modlitwę o utorowanie mu drogi do Tesaloniczan, nawiązującą do wyrażonego wcześniej (1 Tes 3, 10) pragnienia ich zobaczenia. Następujące po tej modlitwie sformułowanie: na koniec więc (lub w końcu zaś), występuje również w innych listach Pawłowych (Flp 3, 1; Flp 4, 8; 2 Tes 3, 1), gdzie pełni funkcję przejścia do nowej części listu. Nie ma więc potrzeby z tego powodu dzielić listu na części. Koncepcjom kompilacji zarzuca się ponadto, że nie wyjaśniają one przekonująco, dlaczego połączono dwa listy Pawłowe w jeden, i to w tak misterny sposób przeplatając ze sobą kolejne fragmenty. Istnienie dwóch listów nie ma też jak dotąd potwierdzenia w źródłach, stanowi hipotezę wysnutą z analizy tekstu, a właściwie wiele często sprzecznych ze sobą wzajemnie hipotez.

### Integralność

#### Perykopa 1 Tes 2,13–16
W XX wieku R. Knopf (1905), a po nim J. Moffat (1912), M. Goguel (1925), K.G. Eckart (1961), B.A. Pearson (1971), D. Schmidt (1983) i H. Koester podali w wątpliwość Pawłowe autorstwo całości lub części fragmentu 1 Tes 2, 13-16. Biorąc pod uwagę surowy język perykopy oraz jej polemiczny antyżydowski charakter uznali ją za późniejszą interpolację wprowadzoną po 70 roku. Autorzy wskazują, że wiersz 13 stanowi dublet dziękczynienia z początku listu, a usunięcie całego fragmentu nie powoduje naruszenia toku Pawłowej wypowiedzi, wiersz 17 wydaje się naturalnie następować po 12. Główne argumenty są wszakże natury teologicznej:
- Paweł nigdzie nie stawia jako wzoru do naśladowania innych wspólnot,
- Wątpliwe jest by wspólnocie pochodzenia pogańskiego stawiał jako przykład Kościoły Judei,
- Surowy atak na Żydów zawarty w tej perykopie jest całkowicie obcy myśli Pawła, zwłaszcza w świetle rozważań zawartych w Liście do Rzymian 9 – 11,
- Fragment mówi o gniewie Bożym, który przyszedł na Żydów, co nie ma uzasadnienia w historii czasów Pawła, odpowiada bardziej czasom po zburzeniu Jerozolimy, a więc po 70 roku[27].

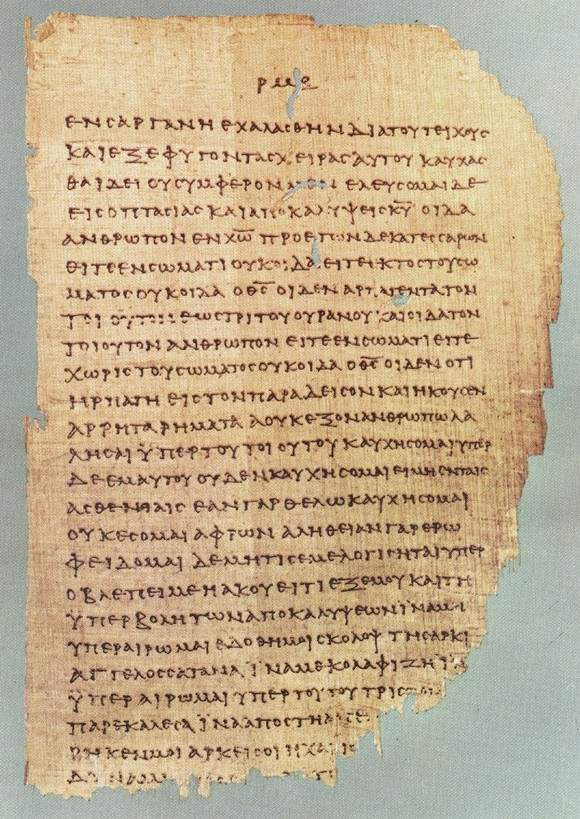
strona papirusu P^{46}

Zwolennicy integralności Listu wskazują przede wszystkim na brak argumentów zewnętrznych świadczących na rzecz interpolacji. Wszystkie rękopisy listów Pawła zawierają powyższy fragment, w tym najstarszy (P46) datowany na 200 rok. Przykłady przerabiania listu przez wydawcę w zależności od potrzeb chwili nie są też znane w literaturze tego okresu. Ich zdaniem omawiany fragment włącza się harmonijnie w strukturę wcześniejszego tekstu i nie ma powodu by traktować go jako element obcy. Paweł już wcześniej, w 1 Tes 1, 6-7, łączy przyjęcie Słowa Bożego z prześladowaniami i w 2,14–16 do tego tematu powraca. Na argumenty teologiczne odpowiadają następująco:
- Nie ma powodu dla którego Paweł nie może porównywać Tesaloniczan do wspólnot Judei, które wcześniej to samo wycierpiały, nie jest to zresztą porównanie dotyczące sposobu życia ale doznanych prześladowań,
- Nie należy harmonizować omawianej perykopy z Rz 9 – 11. Paweł pisał 1 Tes w innej sytuacji – głęboko zaangażowany w dzieło ewangelizacji pogan – pisał do gminy, która, prześladowana, walczyła o swój byt i dlatego gwałtownie występował przeciw tym, którzy tej ewangelizacji się sprzeciwiali.
- Podczas pisania 1 Tes Paweł przebywał w Koryncie, gdzie z bliska przyglądał się wygnańczej doli Żydów wypędzonych przez cesarza Klaudiusza z Rzymu. Nie jest zatem prawdą, że w okresie pisania listu Żydzi nie doznawali prześladowań uzasadniających słowa o Bożym gniewie.

Obecnie większość badaczy opowiada się za Pawłowym autorstwem tej perykopy.

#### Perykopa 1 Tes 5,1–11
W 1922 roku A. Loissy uznał fragment 1 Tes 4, 13-5,11 za późniejszą interpolację. Wywody Loisy'ego nie przekonały wielu biblistów I połowy XX wieku, zwłaszcza, że po kilku latach zmienił poglądy, kwestionując Pawłowe autorstwo całego listu. Natomiast w II połowie XX wieku G. Friedrich i W. Harnisch oraz G. Bruce zaproponowali by fragment 1 Tes 5, 1-11 uznać za dublet wcześniejszego fragmentu 1 Tes 4, 13-18, w którym redaktor Listu miałby skorygować spojrzenie Apostoła na paruzję i dać pouczenie czytelnikom, uświadamiającym sobie, że jej nadejście się opóźnia. Ich zdaniem pytanie o czasy i chwile oraz odpowiedź z wierszy 2–3 są niezgodne z tym co zostało powiedziane wcześniej. Wskazują oni również na niewystępujące w listach Pawłowych słowa: czasy i chwile, złodziej w nocy,  światłość i ciemności czy słowo niespodzianie.
Gruntowną krytykę tego poglądu przeprowadził pod koniec lat 70. J. Plevnik. Wykazał on, że wiersze 2–3 nie są sprzeczne z 1 Tes 4,13–18. Wręcz przeciwnie, stanowią kontynuację myśli, że paruzja nastąpi niespodziewanie. Wspólna obu fragmentom jest antyteza żyjący – umarli a także stwierdzenie o trwaniu zbawionych razem z Chrystusem. Perykopa stanowi kontynuację wcześniejszych rozważań, rozwija je koncentrując się na dacie dnia Pańskiego. Odmienność słownictwa można wyjaśnić sięgnięciem przez Pawła do innych tradycji językowych: prorockiej oraz apokaliptycznej. Współcześnie jedynie komentarz Friedricha wskazuje na nieautentyczność tej perykopy.

## Znaczenie

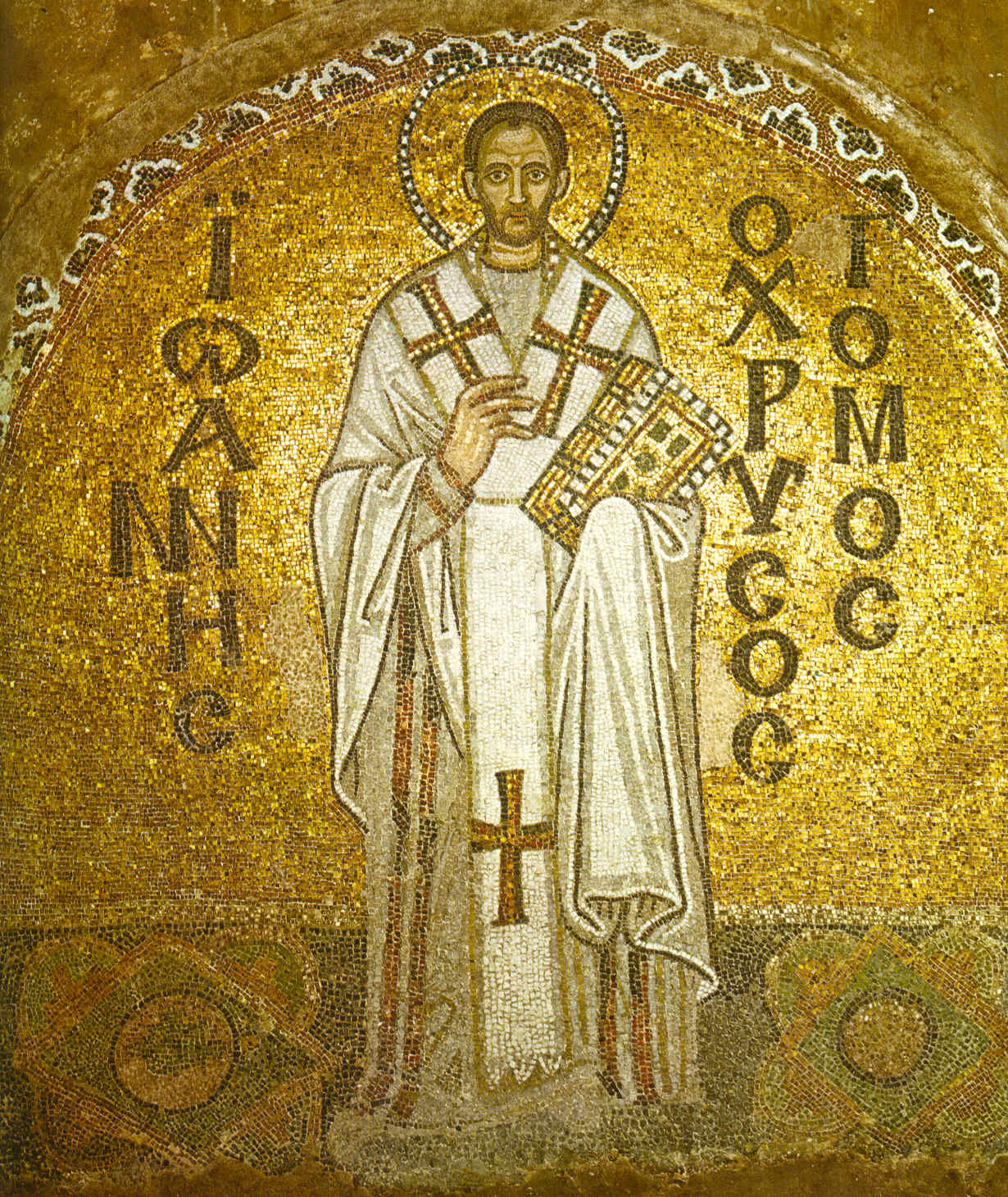
Jan Chryzostom, autor najstarszego zachowanego komentarza do 1 Listu do Tesaloniczan

U Ojców Kościoła brak na ogół odniesień do 1 Listu do Tesaloniczan. Od Hieronima wiadomo, że trzytomowy komentarz do 1 Tes napisał Orygenes. Komentarz ten nie zachował się. Najstarszy zachowany komentarz pochodzi od Jana Chryzostoma i składa się z 11 homilii.
- 1 List do Tesaloniczan stanowi pierwszy list Pawłowy i prawdopodobnie najstarsze pismo chrześcijańskie. Data powstania czyni go najstarszą księgą Nowego Testamentu. Rzuca światło na wczesne stadium teologii świętego Pawła i życie najdawniejszych wspólnot chrześcijańskich[33]. Przynosi też elementy najwcześniejszej tradycji – wyznania wiary (1 Tes 1, 9-10[xxiii]; 4, 14[xxiv]; 5, 10[xxv]). Jest świadectwem formowania się Ewangelii w okresie pomiędzy śmiercią Jezusa a powstaniem ksiąg Nowego Testamentu[32].
- Gdy idzie o doktrynę zawartą w Liście najczęściej przedmiotem dyskusji są fragmenty eschatologiczne dotyczące zbawienia żywych i umarłych (4,13–18) i dnia Pańskiego (5,1–11). Fragmenty te ukazują za pomocą terminologii apokaliptycznej eschatologiczne oczekiwania pierwszych chrześcijan. Specyficzny – symboliczny język powoduje, że niejednokrotnie duży dystans dzieli symbol od rzeczywistości. Niezależnie od konkretnie przyjmowanych stanowisk strony dyskusji zgadzają się co do tego, że teksty te stanowią zapis wydarzeń towarzyszących końcowi świata[32].
- Z literackiego punktu widzenia jako najstarszy list chrześcijański 1 Tes stanowi eksperyment w historii chrześcijańskiego piśmiennictwa[34]. Paweł wykorzystuje zdobycze retoryki greckiej, ale jego doświadczenie chrześcijańskie przełamuje tradycyjne formy wyrazu powołując do życia nowy język. Wraz z 1 Listem do Tesaloniczan rodzi się list apostolski twórczo przystosowujący do potrzeb duszpasterskich strukturę listu prywatnego, tradycyjne formy literackie oraz umowne sposoby perswazji[35].

## Odesłania do tekstu Pisma Świętego
1. ↑  Dz 17,2
2. ↑  1 Tes 1,9
3. ↑  1 Tes 4,6 1 Tes 4,11
4. ↑  1 Tes 5,12
5. ↑  1 Tes 1,9
6. ↑  1 Tes 2,17
7. ↑  Dz 18,2-3
8. ↑  Dz 18,12-17
9. ↑  1 Tes 4,13-17
10. ↑  1 Tes 4,11
11. ↑  1 Tes 4,13-16
12. ↑  1 Tes 1,2-10
13. ↑  1 Tes 2,13-14
14. ↑  1 Tes 4,1
15. ↑  1 Tes 3,10
16. ↑  Flp 3,1
17. ↑  Flp 4,8
18. ↑  2 Tes 3,1
19. ↑  1 Tes 2,13-16
20. ↑  1 Tes 1,6-7
21. ↑  1 Tes 5,1-11
22. ↑  1 Tes 4,13-18
23. ↑  1 Tes 1,9-10
24. ↑  1 Tes 4,14
25. ↑  1 Tes 5,10